# خصوصية النطاق
خصوصية النطاق (بالإنجليزية: Domain privacy)‏ هي خدمة يقدمها عدد من مسجلي اسم المجال.  يشتري المستخدم الخصوصية من الشركة ، والتي بدورها تستبدل معلومات النطاق في WHOIS بمعلومات خدمة إعادة التوجيه.

## خصوصية النطاقات
عادةً ما يقوم مسجلو النطاقات بجمع المعلومات الشخصية لتقديم الخدمة. يحتاج بعض مسجلي النطاقات إلى القليل من الإقناع للكشف عن المعلومات الخاصة، حيث يتطلب ذلك مجرد طلب هاتفي أو خطاب توقف. ومع ذلك، يتعامل آخرون مع الخصوصية بحذر أكبر، وذلك باستخدام تدابير تشمل استضافة أسماء النطاقات في الخارج وقبول العملات المشفرة كوسيلة للدفع بحيث يكون لدى مسجل النطاقات عدم معرفة معلومات المالك الشخصية لاسم النطاق (والتي ستنقل خلاف ذلك مع عمليات بطاقات الائتمان). ومن المشكوك فيه ما إذا كانت هذه الممارسة تتعارض مع متطلبات تسجيل النطاقات التابعة ICANN.

### خصوصية النطاق الافتراضية
بعض النطاقات لها تحفظات بشأن الخصوصية:
- .al: لا يتم الكشف عن أي معلومات حول مالك النطاق.
- .at: اعتبارًا من 21 مايو 2010 ، يتم إخفاء بيانات الاتصال (التي تعرف برقم الهاتف ورقم الفاكس وعنوان البريد الإلكتروني) من قبل المسجل ويجب جعلها عامة بشكل صريح.[5]
- .ca: اعتبارًا من 10 يونيو 2008 ، لم تعد هيئة تسجيل الإنترنت الكندية تنشر تفاصيل التسجيل للأفراد المرتبطين بنطاقات كندية.
- .ch و.li: اعتبارًا من 1 يناير 2021 ، تكون معلومات هو إيز (بروتوكول) خاصة افتراضيًا ويمكن الحصول عليها فقط في حالات محدودة.[6]
- .de: منذ 25 مايو 2018، فإن سلطة تسجيل الإنترنت الألمانية دينيك قامت بإجراء تغييرات شاملة على خدمة بحث هو إيز (بروتوكول) Lookup. باستثناء بعض الحالات، لا يمكن لأطراف ثالثة الوصول إلى بيانات ملكية النطاقات بعد الآن.[7]
- .eu: إذا كان صاحب النطاق شخصاً طبيعياً، يتم عرض عنوان البريد الإلكتروني فقط في سجلات البحث العامة لـ هو إيز (بروتوكول) ما لم يحدد خلاف ذلك.[8]
- .fi: لا يتم نشر بيانات الأشخاص الأفراد (تغيير في 2019)، ولكن يتم نشر بيانات الشركات والجمعيات وما إلى ذلك.
- .fr: بشكل افتراضي، يستفيد حاملو أسماء النطاقات الفردية من نشر بياناتهم الشخصية بشكل محدود في سجل Whois العام لـ AFNIC.[9]
- .gr: لا يتم الكشف عن أي معلومات حول المالك.
- .is: يمكن إخفاء العنوان ورقم الهاتف.
- .nl: منذ 12 يناير 2010، لم يعد عناوين المرسلين على الإنترنت متاحة للجمهور.[10][11]
- .ovh: يتم إخفاء بيانات الاتصال من قبل مسجل النطاق ويجب جعلها علنية صراحة.
- .uk: توفر Nominet، وهي الجهة المسؤولة عن مساحة أسماء النطاقات الخاصة بالمملكة المتحدة، أدوات خصوصية النطاقات على امتداداتها (.co.uk، .me.uk وغيرها)، شريطة عدم تداول المسجل باسم النطاق.[12] في حين يمكن إخفاء عنوان المسجل، فإن الاسم الكامل لا يمكن إخفاؤه.
- .ro: لا يتم الكشف عن أي معلومات حول المالك.

### حظر الخصوصية في النطاقات
- .us: في مارس 2005، صرحت الإدارة الوطنية للاتصالات وتكنولوجيا المعلومات (NTIA) بأن أصحاب نطاقات .us لن يكون لديهم خيار الحفاظ على معلوماتهم الخاصة، ويجب أن يتم إفشاءها.
- .in: لا يُسمح لمالكي النطاقات الهندية باستخدام أي خدمات وكالة الخصوصية التي يوفرها المسجلون.
- .it: لا يمكن لحائزي نطاقات الإنترنت الإيطالية الحفاظ على خصوصية معلوماتهم بموجب القانون.
- .au: تمنع القانون خصوصية أي نطاق أسترالي ينتهي بـ .au. بينما يكون معظم المعلومات عامة، يتم إخفاء بعض المعلومات مثل عنوان الشارع وأرقام الهاتف والفاكس للمسجل.[13]

## تداعيات
تطلب شركة الإنترنت للأرقام والأسماء المُخصصة (آيكان) على نطاق واسع العنوان البريدي ورقم الهاتف وعنوان البريد الإلكتروني لمن يمتلكون أو يديرون اسم مجال ليكون متاحًا للجمهور من خلال سجلات هو إيز. ومع ذلك، فإن هذه السياسة تمكن مرسلي البريد العشوائي أو المسوقين المباشرين أو لصوص الهوية أو غيرهم من المهاجمين من استخدام الدليل للحصول على معلومات شخصية عن هؤلاء الأشخاص. على الرغم من أن آيكان كانت تعمل على تغيير هو إيز لتمكين مزيد من الخصوصية، إلا أن هناك نقصًا في الإجماع بين أصحاب المصلحة الرئيسيين بشأن نوع التغيير الذي يجب إجراؤه. ومع ذلك، مع عرض التسجيل الخاص من العديد من أمناء السجلات، تم التخفيف من بعض المخاطر.

## دعوى
بمساعدة التسجيل الخاص (بالإنجليزية: private registration)‏، يمكن أن تكون الخدمة هي المالك القانوني للنطاق. وقد أدى هذا في بعض الأحيان إلى مشاكل قانونية. يتم إعطاء ملكية اسم المجال من خلال اسم المؤسسة لجهة اتصال المالك في سجل هو إيز الخاص بالمجال. توجد عادةً أربعة مناصب اتصال في سجل هو إيز الخاص بالمجال: المالك، والمسؤول، والمحاسب، والتقني. لن يقوم بعض المسجلين بحماية اسم المؤسسة المالكة من أجل حماية ملكية اسم المجال.
كانت هناك دعوى قضائية واحدة على ضد نيم شيب. لدورها كمالك/مسجل؛ فقدت نيم شيب حركتها بالرفض. سيلفرشتاين ضد. عليفيماكس وآخرون. تم رفض قضية محكمة لوس أنجلوس العليا رقم BC480994 في مايو 2014. يشتهر سيلفرستين بحملات مكافحة البريد العشوائي وخصوصية البريد الإلكتروني وعلى الأخص في قضية William Silverstein v Keynetics Inc، رقم 17-15176 (9th Cir. 2018)، ولكن تم تحديد ذلك من أجل Keynetics في مارس 2018.
كانت ملكية النطاقات التي تحتفظ بها خدمة الخصوصية مشكلة أيضًا في قضية ريجستر فلاي، حيث توقف المسجل فعليًا عن العمل ثم أفلس. واجه العملاء صعوبات خطيرة في استعادة السيطرة على المجالات المعنية. ومنذ ذلك الحين، عالجت آيكان هذا الموقف من خلال مطالبة جميع المسجلين المعتمدين بالحفاظ على بيانات الاتصال الخاصة بعملائهم في حساب الضمان. في حالة فقدان المسجل لاعتماده، سيتم نقل نطاقات gTLD، إلى جانب بيانات الاتصال المجمعة، إلى مسجل معتمد آخر.